# Maimonides
Moshe ben Maimon (født 30. marts 1138, død 13. december 1204)[kilde mangler], hebraisk: משֶׁה בֶּן מַיימוֹן Mōšè ben Maymōn, jødearabisk: מוסא אבן מימון Mūsa ibn Maymūn, græsk/latin Moses Maimonides, hebraisk akronym: רמב"ם (Rambam)), mest kendt som Maimonides, var en jødisk læge, rabbiner og filosof som er særlig kendt for det halakhiske værk Mishneh Torah samt bogen Dalālat al-ha’irīn (andre titler for samme bog: Moreh nevukhím eller Vejleder for rådvilde) — en bog som forsøger at harmonisere jødedommen med videnskab og aristotelisk filosofi.
Det Kongelige Bibliotek har flere håndskrifter med tekster af Maimonides. Mest kendt er Cod. Heb. 37 (kendt som 'The Copenhagen Maimonides'), et illumineret (dekoreret) håndskrift fra Katalonien (1347/1348), som indeholder Samuel ibn Tibbons oversættelse til hebraisk af Dalālat al-ha’irīn.

## Liv og værker
Forskere er i dag ikke enige om Maimonides' fødselsår, og hvorvidt han blev født i 1135 eller 1138.. De fleste kilder anvender imidlertid 1135 som hans fødselsår. Han blev født ind i en de mest ansete familier i Cordoba, som var et vigtigt centrum for det lokale intellektuelle liv. Undervisning i den jødiske lære fik han af sin far, der var rabbiner og dommer i Cordoba. Derudover underviste arabiske lærere ham i græsk og arabisk filosofi og naturvidenskab. Han fattede i en tidlig alder interesse for eksakte videnskaber og filosofi. Han læste de græske filosoffer han kunne skaffe i arabisk oversættelse, og han var dybt optaget af den islamiske kulturs videnskab og lære. Maimonides var ikke kendt som en tilhænger af mystik, selv om man kan se en stærk intellektuel form for mysticisme i hans filosofi.
I 1148 efter invasionen af Almohaderne, der repræsenterede en intolerant del af islam og som forfulgte berberske og jødiske samfund, blev hans familie stillet over for valget enten at konvertere til islam eller at udvandre. Dog er de historiske beretninger om overgreb mod jøder i denne periode genstand for forskellige fortolkninger. Maimonides-familien besluttede sig for at udvandre. De flygtede og tilbragte nogle urolige år i Spanien og måske også i Provence, og slog sig i 1160 formodentlig ned i den marokanske by Fez. Maimonides formåede under denne tid trods strabadserne at videreuddanne sig på al-Karaouines universitet. Det var i denne periode, at han skrev sin anerkendte kommentering af Mishnaen i årene 1166 - 1168.
Siden flyttede familien videre til Jerusalem, så videre til Alexandria og til sidst (omkring 1168) til Fustat, der i dag er en del af Kairo. Her boede Maimonides til sin død. I Kairo studerede han på en Yeshiva ved en synagoge, der i dag bærer hans navn. I Det Hellige Land bad han på Tempelbjerget. Han skrev, at denne dag, hvor han besøgte Tempelbjerget, var en hellighedens dag for ham selv og hans børn. Maimonides medvirkede kort derefter i redningen af jøder taget til fange under den kristne Amalrichs belejring af den egyptiske by Bilbays. Han sendte fem breve til de jødiske samfund i nedre Egypten og bad dem samle penge sammen til at betale løsepenge. Pengene blev indsamlet og derefter givet til to dommere, der blev sendt til Palæstina for at forhandle med korsfarerne. De tilfangetagne blev til sidst løsladt.
Efter denne sejr for Maimonides-familien, gav de deres opsparing til den yngste søn David (Moses Maomonides' bror), der var købmand, i håb om at øge deres rigdom. Maimonides instruerede ham om kun at købe varer i Sudans havn 'Aydhab. Efter en lang og besværlig rejse gennem ørkenen var David imidlertid ikke imponeret af varerne, der blev udbudt der. Mod sin brors vilje mønstrede han et skib til Indien, idet man kunne opnå stor rigdom Østen.
Hans bror forulykkede imidlertid og nu stod familien ikke bare uden forsørgergrundlag, men den kapital broren var blevet betroet fra andre handlene, var gået tabt. For at betale af på denne gæld måtte Maimonides nu tage et lønnet arbejde. Hvis han skulle være rabbiner, ville han være afhængig af en tilladelse fra en exilarch, og han valgte derfor i stedet at tage beskæftigelse som læge. Fra 1177 blev han udnævnt til overhoved (Nagid) for det jødiske samfund i Kairo.
Som læge fik han så stor succes, at han i 1185 blev livlæge for Sultan Saladins sekretær al-Fadil, der i praksis var Egyptens regeringschef. Senere blev han også livlæge for sultanen selv.
I sine skrifter beskrev han mange forhold herunder astma, diabetes, hepatitis og lungebetændelse og han lagde vægt på vigtigheden af mådehold og sund livsstil. Hans afhandlinger havde betydning for generationer af læger. Maimonides viste i sin kontakt med patienterne egenskaber, som vi i dag ville beskrive som interkulturel forståelse og respekt for patientens autonomi. Selv om han ofte skrev om sin længsel efter ensomhed, for at komme tættere på Gud og for at komme dybere i sine refleksioner - elementer der betragtes som afgørende for selve den profetiske oplevelse i hans filosofi - viede han næsten al sin tid til at tage sig af andre.
Han skrev i et berømt brev til den provencalske oversætter Samuel ibn Tibbort:
"Jeg bor i Misr (= Fustat) og sultanen residerer i Kairo; disse to byer ligger to sabbatrejser fra hinanden. Mine pligter hos sultanen er meget kedelige. Jeg skal besøge ham hver dag, fra tidlig morgen, og hvis han føler sig utilpas, eller hvis et af hans børn eller en fra hans harem er syg, må jeg ikke forlade Kairo, men skal i stedet blive det meste af dagen i paladset. Det sker også ofte at en eller to kongelige embedsmænd blive syge, og jeg skal så føre tilsyn med deres helbredelse. Derfor kommer jeg meget tidligt til Kairo, og også selvom der ikke sker noget usædvanligt, vender jeg ikke tilbage til Misr før om eftermiddagen. Så er jeg næsten ved at dø af sult... Jeg finder så et fyldt forværelse, fyldt med såvel jøder som ikke-jøder, adelsmænd og borgere, venner og fjender, en blandet flok, som venter på min tilbagevenden. Jeg stiger af mit ridedyr, vasker mine hænder, og helliger mig mine patienter og beder dem om at dele et let måltid med mig; det eneste jeg har fået inden for de sidste 24 timer. Så undersøger jeg dem, skriver recepter, og giver dem anvisninger om de forskellige sygdomme. Patienterne kommer og går til solnedgang, nogen gange også til den sene nat. Når det bliver aften, er jeg så træt, at jeg knap nok kan tale."
Hans første kone døde ung, og i Egypten giftede han sig for anden gang. Hans anden kone var søster til den kongelige sekretær Ibn Almali, der selv giftede sig med Maimonides' eneste søster.
Maimonides gav sin første søn meget kærlig og opmærksomhed i opdragelsen. En anden trøst i denne tid, hvor han var engageret i en omfattende korrespondance og skrivning af sine hovedværker, var hans entusiatiske elev Joseph ibn Sham'un, som han elskede som en søn, der skrev Vejleder for rådvilde for ham og sendte ham den kapitel for kapitel.
Da Maimonides døde den 13. december 1204, blev der dekreteret offentlig sorg i alle de daværende jødiske samfund, som varede tre dage i Fustat. I Jerusalem blev der arrangeret en offentlig faste, hvor der i den forbindelse blev læst vers fra Første Samuelsbog 4,22: "Guds herlighed har forladt Israel, sagde hun, for Herrens Ark er blevet taget".
Det er en udbredt opfattelse, at han kortvarigt blev begravet i studiesalen (beit hamidrash) i synagogens gårdhave. Kort derefter, i overensstemmelse med hans eget ønske, blev hans jordiske rester gravet op og ført til Tiberias, hvor han var gen-begravet.Maimonides gravmæle på den vestlige bred af Genesaret Sø i Israel markerer hans grav. Denne placering for hans endelige hvilested, er dog ikke uden kontroverser, idet jøder i Egypten hævder, at hans jordiske rester forblev i Egypten.

## Tekster til den jødiske tro og ret
Under hans ophold i Kairo skrevet og redigerede han sin vigtigste og længe meget diskuterede værker:
I Sanhedrin Mishna, der er skrevet på arabisk og senere oversat til hebraisk, kommenterede han Mishna. De i indledningen sammenfattede 13 trosartikler blev senere i afkortet form medtaget i mange udgaver af den jødiske bedebog.
I 1180 udkom Mishne Tora ("Gentagelse af loven"), der var en bearbejdning af rabbinernes retsudlægning i 14 bind, og organiserede Mishna og Tora strengt logisk. Værket blev bl.a. heftig kritiseret af rabbiner Abraham ben David von Posquières, hvilket, også i sammenhæng med kontroverserne om hans religionsfilosofiske position, første til den såkaldte Maimonidesstrid. Ikke desto mindre betragtes Maimonides som en autoritet inden for den religionsretlige litteratur. I modsætning til Maimonides' andre betydende værker, der blev skrevet på arabisk, blev Mishne Tora skrevet på Hebraisk.

## Vejleder for rådvilde
Maimonides arbejdede på sit religionsfilosofiske hovedværk "Vejleder for rådvilde" fra 1176 til 1190 eller 1200 (dateringen er omstridt).
Værket er skrevet på judæo-arabisk under titlen Dalālat alḥā’irīn دلالة الحائرين og blev af Maimonides' samtidige, Samuel Ibn Tibbon, oversat ordret til hebraisk. Juda al-Charisi oversatte den i en mere fri form. Begge under titlen More Nevuchim ("Lære for de ydmygede"). Snart efter blev værker ligeledes oversat til latin. Først i to korte uddrag med titlerne Liber de parabola og Liber de Uno Deo Benedicto, senere (formodentlig omkring 1242/44) blev der udgivet en fuldstændig udgave under titlen Dux neutrorum. Denne blev muligvis lavet af Nikalaus Donin og Thibaud de Sézanne, og var baseret på den anden hebraiske oversættelse af Juda al-Charisi. Denne udgave lod humanisten Jadocus Ascensius Badius trykke i 1520. I 1629 offentliggjorde Johann Buxtorf den yngre en anden fuldstændig latinsk oversættelse.
Den grundlæggende problemstilling i værket er den (tilsyneladende) uforenelighed mellem to systemer: på den ene siden troen med sin åbenbarede sandhed, og på den anden side den aristoteliske logik og metafysik. De troende filosoffers rådvildhed beror på denne (tilsyneladende) modsætning.
"Vejleder for rådvilde" havde stor udbredelse i Europa i det 13. århundrede. Trods forskellige forsøg på at forbyde den i begyndelsen, blev den til en af de centrale skrifter i den religiøse og filosofiske debat. Særligt Thomas Aquinas var kritisk over for værket, og han udviklede sin analogilære til dels som svar på dux neutrorums negative teologi. Mere velvillig var modtagelsen hos Albertus Magnus og senere hos Mester Eckehart og Nikolaus von Kues. Også Baruch de Spinoza forholdt sig kritisk til værket.
I det 18. århundrede vendte Moses Mendelssohn og særlig entusiastisk Salomon Maimon tilbage til Maimonides's værk, for i forbindelse med Haskalah at etablere en moderne jødedom i oplysningstidens ånd. Blandt talrige tænkere i det 19. og 20 århundrede, der har været under indflydelse af Maimonides, kan f.eks. nævnes Hermann Cohen med hans nykantianske,etisk prægede tolkning eller Leo Strauss.

## Maimonides som læge
Maimonedes fik sandsynligvis sin første medicinske viden fra sin far, men han fik en medicinsk uddannelse under sit syvårige ophold i Fez, hvor han hørte til omgangskredsen med de stedlige læger. I sin Afhandling om astma beskrev han samtaler med den jødiske læge Abu Yusuf ibn Mu'allim og med Muhammad (der var søn af den lærde Ibn Zuhr), som underviste Averröes i medicin. Maimonides var fortrolig med arabiske oversættelser af den græske medicins klassiske skrifter, og lavede selv sammenfatninger af nogle skrifter af arabiske læger.
At Maimonides nød stor anseelse som læge i muslimske kredse, fremgår blandt andet af skrifter af den lærde Ibn Abi Usaibiʿa og Abd al-Latif al-Baghdadi, som Maimonides besøgte i Kairo i 1201.
Maimonides klassificerede medicin i tre kategorier: Præventiv medicin, helbredelse af syge og pleje af rekonvalescenter, herunder gamle og handicappede. Hans medicinske lære baserer sig på den dengang udbredte Humoralpatologi, der var udviklet af Hippokrates og Galén. Han lagde vægt på medicinens rationelle karakter, og vendte sig udtrykkeligt mod brugen af besværgelser og amuletter i behandlingen af syge. I sin Afhandling om Astma understreger Maimonedes, at det i udøvelsen af lægegerningen er nødvendigt at anvende kunst, logik og intuition, og at lægen skal have et samlet overblik over patienten for at stille en diagnose; såvel om patientens almene tilstand som om sygdomme i de enkelte organer.
Maimonedes skrev ti medicinske afhandlinger på arabisk, hvoraf de fleste blev skrevet i Kairo sent i hans liv:
1. Sharh fusul Abuqrat, en kommentar til Corpus Hippocraticum.
2. Muchtasarat li-kutub Galinus, en samling uddrag af Galéns skrifter.
3. Kitab fusul Musa, en sammenstilling af omkring 1500 aforismer, der i hovedsagen baserer sig på skrifter af Galén, men også indeholder overleveringer af egne tanker.
4. Fi tadbir as-sihha, en regimen sanitatis (regelsamling om sundhed), som Maimonedes forfattede efter opdrag af den Egyptiske sultan al-Afdal.
5. Maqala fi bayan al-a‘rad wa-l- jawab ‘anha, et nyt værk til sultan al-Afdal, hvor Maimonides beskriver sin herres gener og mulighederne for at helbrede disse.
6. Maqala fi r-rabw, en afhandling om astma
7. Maqala fi l-bawasir, en afhandling om hæmorider.
8. Kitab fi l-jima‘, en afhandling om samleje.
9. Kitab as-sumum, en afhandling om gifte og deres modgifte.
10. Sharh asma’ al-‘uqqar, en synonymliste, hvor navnene på cirka 2000 lægemidler er sorteret efter deres arabiske, græske, persiske, spanske og berberiske navn, uden at de i øvrigt er yderligere beskrevet.

## Maimonides som astronom
Maimonedes skrev ingen systematiske afhandlinger om astronomi, men han var fortrolig med emnet, hvilket kommer til udtryk nogle steder i "Vejleder for rådvilde" og i hans værk om kalenderberegning Nymånens helliggørelse. I 1194 skrev han et brev adresseret til flere rabbinere i Sydfrankrig, at han havde studeret astrologi som det første verdslige fag, og at han havde læst samtlige arabiske kilder om emnet, og han fordømte samtidig astrologi for at være pseudovidenskab.

## Eksterne links
- Wikimedia Commons har flere filer relateret til Maimonides

Det Kongelige Biblioteks website om Cod. Heb. 37